# 弘農郡
弘農郡（こうのうぐん）は漢代から唐代にかけて河南省に設置された郡。前漢の時代が最も管轄地域が広範である。現在の河南省西部に位置する三門峡市・南陽市西部及び陝西省商洛市を管轄し、長安から洛陽間の黄河南岸に位置し、古代より政治・軍事の要衝とされた。
前漢の前113年（元鼎4年）、武帝により函谷関付近に弘農郡が新設され、郡治が弘農県に置かれた。弘農・盧氏・陝・宜陽・黽池・丹水・新安・商・析・陸渾・上雒の11県が管轄した。『漢書』によれば前漢末に戸数118,911戸、475,954人があった。
王莽のとき、右隊郡（うすいぐん）と改称された。後漢が建てられると、弘農郡の称にもどされた。
後漢のとき、弘農郡は弘農・陝・黽池・新安・宜陽・陸渾・盧氏・湖・華陰の9県を管轄した。
晋のとき、弘農郡は弘農・湖・陝・宜陽・黽池・華陰の6県を管轄した。永嘉の乱によって、弘農郡は五胡の諸国の統治下に入ったが、東晋の末年に劉裕の北伐の成功によって晋の統治下にもどった。
南朝宋の初年に、弘農郡は弘農・陝・宜陽・黽池・盧氏・曲陽の諸県を管轄したが、景平初年に北魏に奪われた。
北魏では、献文帝（拓跋弘）の諱を避けるため、弘農郡は恒農郡と改称された。北魏の恒農郡は陝州に属し、陝中・北陝・崤の3県を管轄した。
東魏の恒農郡は義州に属し、恒農・北陝・崤の3県を管轄した。
北周のとき、弘農郡の称にもどされた。
583年（開皇3年）、隋が郡制を廃すると、弘農郡は廃止されて、虢州に編入された。607年（大業3年）に州が廃止されて郡が置かれると、虢州は弘農郡と改称された。弘農郡は弘農・盧氏・長泉・朱陽の4県を管轄した。617年（義寧元年）、弘農郡は鳳林郡と改称され、盧氏県には虢郡が置かれた。
618年（武徳元年）、唐により虢郡は虢州と改められ、鳳林郡は鼎州と改められた。634年（貞観8年）、鼎州が廃止され、虢州に編入された。742年（天宝元年）、虢州は弘農郡と改称された。758年（乾元元年）、弘農郡は虢州と改称され、弘農郡の呼称は姿を消した。